# Марина Альбіоль
Марина Альбіоль (ісп. Marina Albiol) (нар. 15 грудня 1982, Кастельйон-де-ла-Плана, Іспанія) — іспанська політична діячка. Член фракції Європарламенту «Об'єднані ліві».